# آر-۱ (موشک)
راکت آر-۱ (انگلیسی: R-1؛ با نام اس‌اس-۱ اسکانر (انگلیسی: SS-1 Scunner) در سامانه نام‌گذاری در ناتو و شناسهٔ نام اس‌ای۱۱ (انگلیسی: SA11) در شوروی) یک موشک بالستیک تاکتیکی ساخته‌شده در اتحاد شوروی بود که بر اساس راکت آلمانی وی-۲ ساخته شده‌بود. هرچند که این موشک یک نمونهٔ کپی‌شده بود، اما با استفاده از کارخانه‌های صنعتی شوروی تولید شد و تجربیات ارزشمندی را در اختیار شوروی قرار داد که بعداً امکان ساخت راکت‌های تواناتر را برای شوروی فراهم کرد. سامانهٔ موشکی آر-۱ در ۲۸ نوامبر ۱۹۵۰ در ارتش شوروی به خدمت گرفته شد.